# 维维耶尔
维维耶尔（法語：Vivières，法語發音：[vivjɛʁ]）是法国上法蘭西大區埃纳省的一个市镇，属于苏瓦松区。

## 地理
维维耶尔（49°18'1"N, 3°6'13"E）面积13.96 平方千米，位于法国上法蘭西大區埃纳省，该省份为法国北部内陆省份，北起北部省，西接索姆省和瓦兹省，东临阿登省和马恩省，西南至塞纳-马恩省，东北部与比利时接壤。
与维维耶尔接壤的市镇（或旧市镇、城区）包括：阿拉蒙、欧通讷河畔拉尔尼、莫特方丹、皮瑟昂雷茨、苏西、塔耶方丹、维莱科特雷。

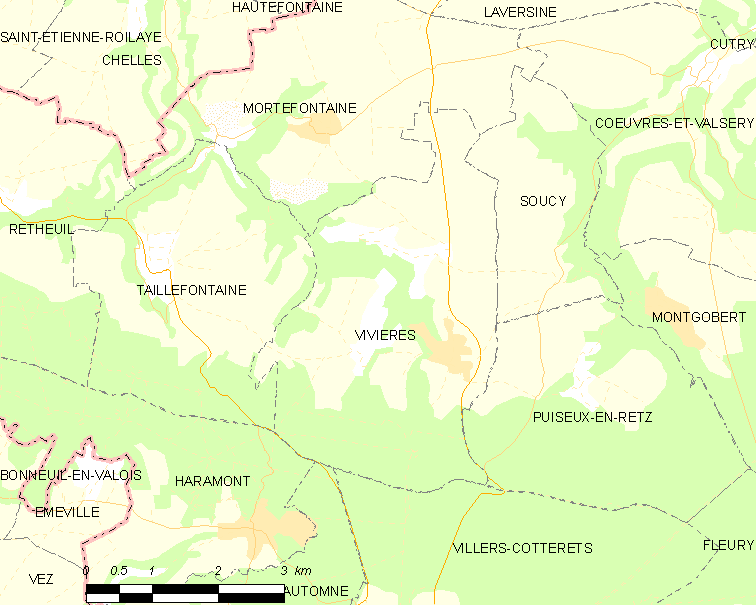
维维耶尔的OSM定位图

维维耶尔的时区为UTC+01:00、UTC+02:00（夏令时）。

## 行政
维维耶尔的邮政编码为02600，INSEE市镇编码为02822。

## 政治
维维耶尔所属的省级选区为维莱科特雷县。

## 人口

1962-2008年间维维耶尔人口变化图示

维维耶尔于2022年1月1日时的人口数量为409人。